# Molannodes hydorn
Molannodes hydorn är en nattsländeart som först beskrevs av Malicky och Chantaramongkol 1991.  Molannodes hydorn ingår i släktet Molannodes och familjen skivrörsnattsländor. Inga underarter finns listade i Catalogue of Life.